# Tiefenbach (Bad Alexandersbad)
Tiefenbach ist ein Gemeindeteil der Gemeinde Bad Alexandersbad im Landkreis Wunsiedel (Oberfranken, Bayern).
Das Dorf liegt östlich des Kernortes Bad Alexandersbad. Am südwestlichen Ortsrand verläuft die B 303. Nördlich fließt die Röslau, ein rechter Nebenfluss der Eger.